# Antiblemma phaedra
Antiblemma phaedra är en fjärilsart som beskrevs av William Schaus 1914. Antiblemma phaedra ingår i släktet Antiblemma och familjen nattflyn. Inga underarter finns listade i Catalogue of Life.